# Геров, Александр
Александр Цветков Героев (болг. Александър Цветков Геров;15 мая 1919 — 22 декабря 1997) — болгарский поэт, писатель и журналист.

## Биография
Родился в Софии 15 мая 1919 года. Окончил среднюю школу, затем поступил в Софийский университет. Быстро связал себя с коммунистическим движением, участвуя, в частности, в коммунистическом литературном кругу им. Христо Смирненски. За коммунистическую деятельность был в 1942 арестован и заключен в тюрьму, где находился вплоть до захвата власти в Болгарии коммунистами, 9 сентября 1944 года. Работал редактором на радио «София», в журнале «Кино» в газете «Cooperative Village», «Фокус» посвящённый болгарской кинематографии и издательство «Болгарский писатель» (болг. Български писател). Он умер в Софии в 1997 году после продолжительной болезни.
В переводе на русский язык вышли отдельные строки Герова, размещенные в различных антологиях болгарской поэзии

## Творчество
Впервые его произведения напечатали в газете Сливен, когда ему было 11 лет. Александр Геров также является автором произведений для детей.
Любовные стихи, посвящены исключительно его жене Тамаре, которые обращали к ней и после её смерти.

## Книги
Сборники стихотворений:
- «Ние, хората»,
- «Чуден свят»,
- «Прашинки»,
- «Приятели»,
- «Свободен стих» и др.

Проза:
- «Фантастични новели» (1966).